# Acrapex permystica
Acrapex permystica là một loài bướm đêm trong họ Noctuidae.